# Jezebelle Bond
Jezebelle Bond (Eureka, 27 de maio de 1979) é uma atriz pornográfica norte-americana.

## Biografia
Nascida em Eureka, aos seus dois anos de idade sua família mudou-se para San Luis Obispo, Califórnia, onde ela cresceu. Com 18 anos decide se tornar uma stripper depois de ver filmes com striptease e showgirls. No entanto, o salário que recebeu não atendeu às suas expectativas, e então resolveu fazer cinema voltado para o público adulto.
Em 1999, estreou na indústria pornô. Naquele ano, ela fez apenas dois filmes (More Dirty Debutants 116 e Four Finger Club 8). Passou o tempo restante posando para revistas. No início, a atriz passou a fazer apenas cenas lésbicas como em: Flash (2000), Confessions (2001), Innocence (2001).
A partir de 2002 ela começa a alternar o seu cenário habitual de cenas lésbicas com algumas cenas hetero, como em Vixxen o Sex In The Valley. Em 2003 fez sua primeira cena de sexo anal em 100% Anal 2: Welcome To Jezebelle, posteriormente só repetia a experiência em Kill Kill Girl 2 (2005).
Ainda em sua filmografia, que se estende até 2008, segue tendo maior presença em cenas onde contracena somente com mulheres.
Jezebelle Bond é ficcionada por tatuagens, tem mais de uma dezena sobre seu corpo.

## Prêmios
- 2004: AVN Award – Melhor Cena de Sexo em Grupo, Video – The Bachelor[3]
- 2002: AVN Award – Melhor Performance Tease  – Love Shack[4]
- 2002: AVN Award – Best All-Melhor cena de Sexo, Video – Fast Cars & Tiki Bars[4]